# MuchMusic Video Award 2011
La 22ª edizione dei MuchMusic Video Awards ha avuto luogo a Toronto nel quartier generale di MuchMusic il 19 giugno 2011. Sul sito ufficiale, è stato annunciato che Selena Gomez sarà una delle conduttrici della serata.

## Premi

### Video dell'anno
- Blake McGrath - Relax
- Danny Fernandes feat. Belly - Automatic
- Down with Webster - Whoa Is Me
- Fefe Dobson - Ghost
- Shawn Desman — Electric/Night Like This

### Post produzione dell'anno
- Broken Social Scene — Forced to Love
- Candy Coated Killahz — Neon Black
- Danny Fernandes feat. Belly — Automatic
- K'naan — Take a Minute
- These Kids Wear Crowns — Jumpstart

### Direttore della fotografia dell'anno
- Blake McGrath — Relax
- JDiggz feat. Neverending White Lights – This Time
- Kaskade feat. Dragonette – Fire In Your New Shoes
- Stereos – Uncontrollable
- Neverest – Everything

### Regista dell'anno
- Abandon All Ships – Geeving, regia di Davin Black
- JDiggz feat. Neverending White Lights – This Time, regia di RT!
- Marianas Trench feat. Jessica Lee – Good to You, regia di Colin Minihan
- Shawn Desman — Electric/Night Like This, regia di RT!
- You Say Party – Lonely's Lunch, regia di Sean Wainsteim

### Video internazionale dell'anno
- Lady Gaga - Judas
- Bruno Mars - Just the Way You Are
- Eminem feat. Rihanna - Love the Way You Lie
- Katy Perry feat. Kanye West - E.T.
- Kanye West feat. Pusha T - Runaway
- Rihanna - Only Girl (in the World)
- Britney Spears - Till the World Ends
- David Guetta feat. Rihanna - Who's That Chick?
- Selena Gomez & the Scene - A Year Without Rain
- Jennifer Lopez feat. Pitbull - On the Floor

### Video canadese internazionale dell'anno
- Arcade Fire – The Suburbs
- Avril Lavigne – What the Hell
- Drake – Find Your Love
- Justin Bieber feat. Usher – Somebody To Love (Remix)
- Fefe Dobson – Stuttering